# Šala
Šala, vic, smješica ili dosjetka je oblik humora (kratka priča) koji najčešće nasmijava ljude s duhovitim obratom ili neočekivanim smiješnim raspletom. 

## Povijest
U prvoj polovici 18. stoljeća vic označava književni talent uopće, a na prijelazu u 19. stoljeće značenje mu se sužava na samu duhovitu dosjetku, uvijek šaljivu ili podrugljivu. Vic se od duhovite priče razlikuje tako što je u šaljivoj priči osnovna značajka zbivanje, dok je u vicu to govor. Neočekivanost je osnovna kategorija vica i tom ga se tehnikom kojom se teži iznenaditi slušatelja čini srodnim komici.
Vic je najčešće djelo nepoznatog autora, a u njegovom stvaranju sudjeluju svi društveni slojevi. Vicevi mogu biti i svjetski, poput političkih viceva koji su se prepričavali tijekom židovsko-arapskoga rata.
U vicevima se preko te neočekivanosti kriomice provuče i agresivan sadržaj, koji je u pravilu usmjeren protiv tabuiranih područja društvenog života ili protiv društvene cenzure. Kroz igru riječi predstavlja borbu nemoćnih. Često se strani vicevi prilagođavaju domaćim uvjetima, političkim prilikama i pojedinim političarima. 

### Politički vic
Političkim vicom se ismijava politika, političari, državno uređenje, ideologija ili gospodarsko uređenje (komunisti su u gospodarskoj sferi bili posebno ismijani, podredivši gospodarstvo politici smatrajući ga najažnijim područjem svoga djelovanja, doživjeli su i teške poraze postajući predmetom raznih pošalica).
Politički vic gubi svoju pravu snagu ispričan izvan ambijenta zbog kojeg je nastao, najjaču snagu ima u usmenoj predaji, sposobnosti pripovjedača i količini rasterećenja napetosti.
Što je vlast neke države nedemokratičnija, to su politički vicevi snažniji ili "opasniji" za one koji ih prepričavaju, a mediji služe kao sredstvo preko kojeg se javnost "upozorava" na štetnost takve zabave, što se može vidjeti iz citata: "U posljednje vrijeme čak se i tzv. politički vic koristi i potvrđuje kao rasprostranjeno, vješto korišteno i u određenim trenucima efikasno sredstvo propagande. Danas Jugoslavijom kola nekoliko stotina političkih viceva za koje se može pouzdano tvrditi da su smišljeni u nekim od svjetskih obavještajnih biroa. Možda će se nekom učiniti nevjerojatnim ako spomenemo podatak da neke inozemne obavještajne službe danas imaju posebne odjele koji se isključivo bave lansiranjem tzv. političkih viceva. Neprijatelj i ovdje pokazuje svoje domete, vješte poteze i beskurpuloznost.
Neupućeni će zacijelo reći: kome još može naškoditi tzv. politički vic? Ako se o nekom priča u šali, znači da je popularan kao ličnost. 
Danas, moramo priznati, nema popularnog političkog vica. Svaki od njih ima određenu pozadinu, pa bio on naoko bezazlen. Tzv. politički vic ne stvara se da neku ličnost popularizira, to je nakaradno shvaćanje, već da je na neki način omalovaži. Mišljenje da postoji bezazleni politički vic samo je znak neupućenosti, naivnosti i oskudnog znanja o metodama djelovanja obavještajnih službi." (Đorđe Ličina, Vjesnik, 3. travnja 1988.)
Zbog sumnje na pričanje političkih viceva su u totalitarnim državama (poput SSSR-a ili Jugoslavije) pojedinci završavali u zatvoru.
Ante Miletić je 9. lipnja 1990. u Vjesniku napisao: "Poslije nekoliko dana otpočeše saslušanja... Ujutro bi me stražar odveo u kancelariju gdje bi me dočekao oficir-isljednik. Danima je i tjednima saslušanje trajalo dvije-tri minute. Oficir je samo upitao: "Hoćeš li pričati viceve?", a ja sam odgovarao: "Ne znam nikakve viceve", na što bi oficir rekao stražaru: "Vodi ga!" A vic s vicevima je bio u ovom vicu. Ja sam puno putovao po Jugoslaviji i čuo mnogo viceva, dobro ih pamtio i dobro interpretirao. Oficir je, naravno, znao o tom mom pričanju viceva, pa je trebalo da bude početak moga političkog preodgoja i iskrenosti. A ja sam znao viceve od godine i tri (tako se vrednovao pojedini vic, koliko zatvora donosi).'
'Budući da sam neprestano zamišljao kako će me netko jednoga dana pustiti i utvrditi da sam nesporazumom došao u Savsku - nije mi padalo na pamet da sebi natovarim jedno tri godine zatvora pričajući viceve, makar i u zatvoru i makar udbašu."
Primjeri zabranjenih političkih viceva o Titu, zbog kojih se išlo u zatvor:
Dok nam je bravar bio predsjednik, sva su nam vrata bila otvorena!
Druže Tito samo piši, radit ćemo i po kiši, neka piše i Jovanka, radit ćemo bez prestanka!
Tito-partija, prasci i rakija!
Mi imamo, mi imao dva junačka sina, druga Tita i druga Staljina!
Tito je krao, al je dao! Ovi kradu, al ne dadu!

## Primjeri
Osim političkih viceva posebno su popularni prosti vicevi i vicevi o muško-ženskim odnosima.
Postoji nekoliko vrsta šala (o plavušama, o Muji i Hasi, pitalice, šale o politici itd.). One se koriste filmovima i komedijama i u nekim računalnim igrama. Ima ih svugdje, na Internetu, u časopisima, u knjizi šala... 
- Profesor je pitao Marka:

Marko, reci nam kako se zovu ljudi koji žive u Londonu?
Marko slegne ramenima i nesigurno reče:
Kako bih ja znao kako se oni zovu, kad ih ima više od 6 milijuna?